# Ottati

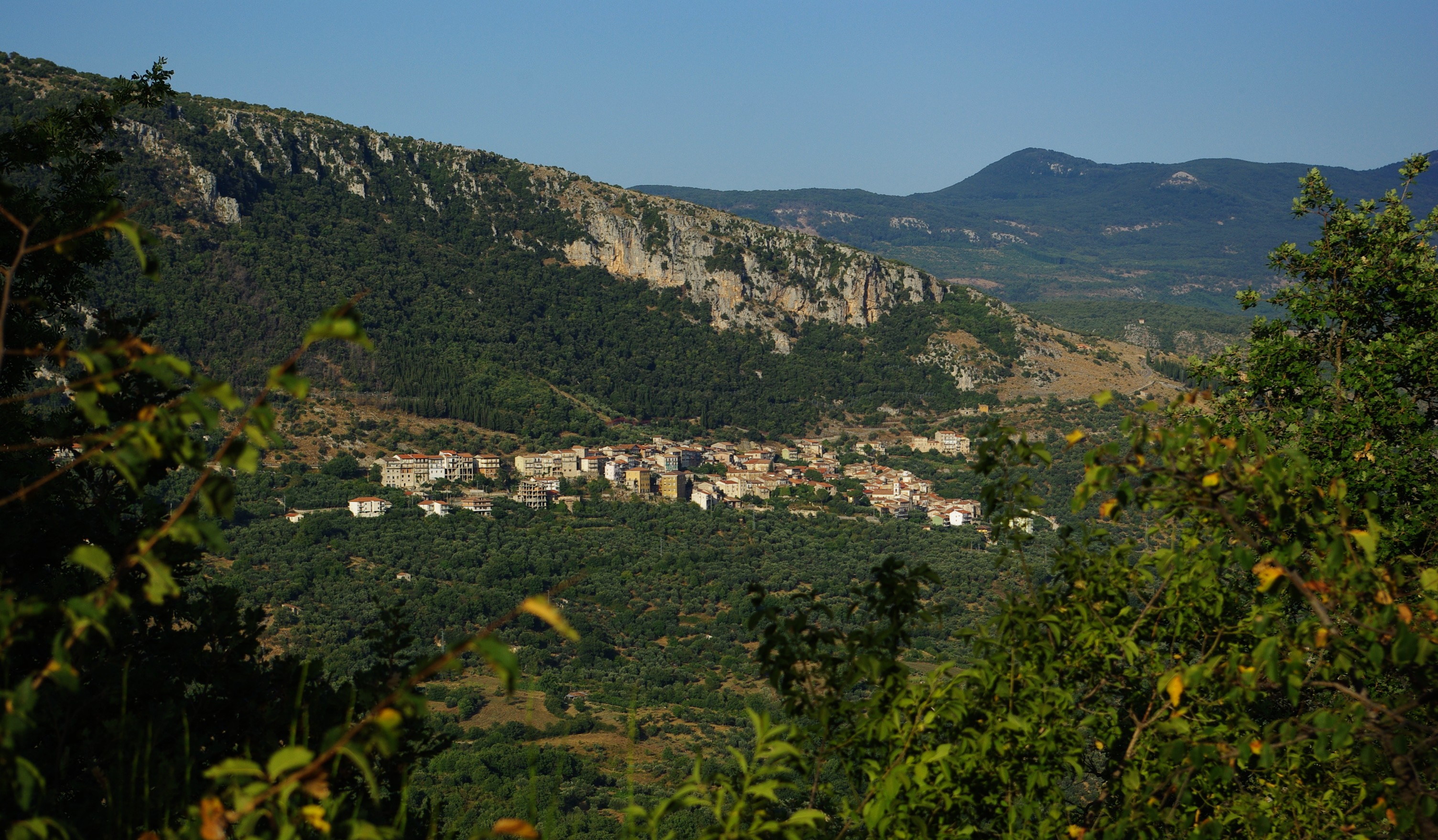
Blick auf Ottati

Ottati ist eine italienische Gemeinde mit 579 Einwohnern (Stand 31. Dezember 2023) in der Provinz Salerno in der Region Kampanien. Der Ort liegt im Nationalpark Cilento und Vallo di Diano und ist Teil der Comunità Montana Alburni.

## Geografie
Der Ort liegt am südlichen Hang der Monti Alburni. Die Nachbargemeinden sind  Aquara, Bellosguardo, Castelcivita, Petina, Sant’Angelo a Fasanella und Sicignano degli Alburni. Die Ortsteile sind Bivio San Vito und Chiaie.